# Даніела Чеккареллі
Даніела Чеккареллі (італ. Daniela Ceccarelli) — італійська гірськолижниця, олімпійська чемпіонка. 
Золоту олімпійську медаль та звання олімпійської чемпіонки Чеккареллі виборола на Олімпіаді 2002 року, що проходила в Солт-Лейк-Сіті, у супергіганті. 

## Зовнішні посилання
- Досьє на ski-db [Архівовано 8 травня 2018 у Wayback Machine.]

## Виноски
1. ↑  Fletorja zyrtare e Republikës së Shqipërisë — 1922.
2. ↑  https://qbz.gov.al/share/3XdwLBgVTlmlP6qI0JpoEQ
3. ↑  Alpine Skiing at the 2002 Salt Lake City Winter Games: Women's Super G. Sports Reference. Архів оригіналу за 17 квітня 2020. Процитовано 2 квітня 2018.